# Suck! Una storia d'amore
(Tommy Flood)
Suck! Una Storia d'Amore (titolo originale You Suck! A Love Story) è un romanzo di Christopher Moore, edito per la prima volta nel 2007 negli Stati Uniti e nel 2009 in Italia.

## Trama
L'adolescente Tommy Flood si risveglia in piena notte in un grande appartamento di San Francisco dopo essere stato trasformato in vampiro dalla fidanzata ventiseienne Jodie, che in precedenza era stata vampirizzata da Elijah (un vampiro di otto secoli di età che Tommy aveva intrappolato all'interno di una statua di bronzo grazie all'aiuto degli "Animali", il suo gruppo di vecchi amici).
Tommy scopre pian piano quelli che sono i pro e i contro della sua nuova condizione di vampiro immortale, ma allo stesso tempo deve risolvere alcuni problemi: gli "Animali" hanno infatti scoperto della sua trasformazione in vampiro e sono di certo sulle sue tracce per eliminarlo; inoltre Tommy deve trovare uno schiavo per lui e per Jodie, ossia una persona che si occupi delle loro necessità nelle ore diurne, durante le quali devono stare segregati al buio (i raggi del sole infatti li ucciderebbero). Infine, i due giovani vampiri devono trovare del sangue per placare la loro sete, e per ovviare a questo problema decidono di succhiare periodicamente il sangue da un barbone e dal suo gatto, senza però ucciderli mai.
In poco tempo Tommy individua due perfetti schiavi nella giovanissima dark Alison (che preferisce farsi chiamare Abby Normal) e nel suo apatico amico gay Jared. Abby e Jared, insieme a Steve (uno studente universitario di origine asiatica che sta studiando una soluzione chimica in grado di ritrasformare i vampiri in esseri umani), aiutano Tommy e Jodie a difendersi dagli "Animali", da Elijah (che per la disattenzione di Tommy è riuscito a liberarsi dalla statua di bronzo e ora vuole vendicarsi) e dai detective Rivera e Cavuto, che sospettano i due giovani vampiri di essere i colpevoli di una serie di omicidi che stanno avvenendo in città.
Dopo una serie di scontri e avventure, Elijah è costretto a fuggire da San Francisco insieme a Blu, una prostituta un tempo alleata degli "Animali" e ora anch'essa divenuta vampiro. Gli "Animali", trasformati in vampiri da Blu, vengono ritrasformati in comuni mortali grazie agli esperimenti di Steve, divenuto ora il fidanzato di Abby Normal. A loro volta, Abby e Steve vanno a convivere nell'appartamento di Tommy e Jodie dopo averli intrappolati in una statua di bronzo. Steve non è convinto che bronzare i due giovani vampiri sia stata una scelta giusta, ma Abby si giustifica in conclusione del libro affermando: mai c'è stato un grande amore come il loro, sarebbe ingiusto separarli.

## Collegamenti con altre opere di Christopher Moore
In questo romanzo appaiono alcuni personaggi già presenti in altre opere di Christopher Moore: per esempio i due detective Rivera e Cavuto, Abby Normal e l'Imperatore di San Francisco compaiono anche in Un Lavoro Sporco. Di fatto, Suck! Una storia d'amore è la continuazione di un precedente romanzo di Moore intitolato Bloodsucking Fiends: A Love Story, pubblicato nel 1995 negli Stati Uniti e nel 2015 in Italia con il titolo 'La Vampira della porta accanto'.

## Edizioni
- Christopher Moore, Suck! Una Storia d'Amore, traduzione di Chiara Brovelli, Elliot, 2009,  p. 284, ISBN 978-88-6192-086-6.